# 亲爱的·客栈
《亲爱的·客栈》，又名《一家客栈》，是中国大陆湖南卫视推出的一档经营观察类真人秀节目，也是继《中餐厅》之后，湖南卫视推出的第二档该类型的真人秀节目，前两季主要讲述两对伴侣与一位友人（第一季）或一对伴侣与三位员工（第二季）利用20天的时间共同经营一家客栈的心路历程，以及过程中发生的大小故事，向观众呈现爱情中最真实的生活状态；第三季则主要讲述老板与助理从六位员工中挑选一位成为客栈合夥人的经历，向观众呈现当代职场生存现状。《亲爱的·客栈》由制作过两季《花儿与少年》的制作人陈歆宇及其团队打造，第一季以「慢下来，去生活」为主题，于2017年9月10日在四川凉山泸沽湖旅游景区启动录制，2017年10月7日起每週六22:00接档《中餐厅》播出；第二季以「创造美好生活」为主题，于2018年9月20日在内蒙古兴安盟阿尔山市白狼镇鹿村启动录制，2018年10月12日起每週五22:00接档《中餐厅第二季》播出；第三季以「滚烫的人生」为主题，于2019年9月24日在宁夏中卫沙坡头常乐镇大湾村黄河·宿集启动录制，2019年10月25日起每週五22:00接档《中餐厅第三季》播出。

## 节目简介

### 内容
《亲爱的·客栈》第一季主要讲述两对明星夫妻或情侣与一位友人利用20天的时间共同经营一家客栈的心路历程，以及过程中发生的大小故事，以此向观众呈现两种爱情最真实的生活状态。除此之外，节目组还会邀请神秘嘉宾作为「义工」，与五位「主人」共同完成经营任务。
第二季与第一季相比，人员配置由原先的两对明星夫妻或情侣与一位友人改为一对明星夫妻与三位员工。而在节目内容上，第二季与第一季最大的不同之处在于客栈的选址、设计等工作均由参加节目的明星夫妻全程参与，而前期的搭建工作也会由参加节目的明星夫妻与三位员工全程参与。在此期间，客栈的经营及员工的生活起居将分别在临时客房、临时老板房与两间临时员工房完成，直到客栈全部搭建完毕。此外，节目组将会在节目录制结束后将客栈交还当地政府，并由当地村民继续经营。受此影响，第二季将额外配备两位素人员工，以跟随五位「主人」学习客栈管理技能。
客人入住客栈后，节目组将为他们每人发放一枚星章，客人们将会在入住结束后从三位员工中投票选择一位自己最喜欢的员工。
第三季依旧以客栈经营为中心，并向人际关系和情感等方向延伸，而节目的关注点则转变为当代职场生存现状以及由此产生的情感诉求，由一档「慢综艺」转型为「职场综艺」，主要讲述老板与助理带领六位员工完成客栈各项营收目标，并从六位候选合夥人中挑选一位成为客栈终极合夥人的经历，向观众呈现当代职场生存现状。

### 制作
《亲爱的·客栈》第一季于2017年8月3日正式立项，8月18日确定录制地点，9月10日在四川凉山泸沽湖景区开机，9月30日杀青，整个项目历时不到两个月便全部完成。
为了全方位多角度真实记录五位艺人经营客栈的心路历程，《亲爱的·客栈》采用了以监控拍摄为主的拍摄方式。节目组设置了将近72个监控机位，另有16个跟拍机位和机动摄影师隐藏在客栈周围，进行一些补位拍摄。
《亲爱的·客栈》与其他真人秀不同，它是一档完完全全的观察类真人秀节目，节目中的所有状况均由五位艺人自行选择，节目组不会进行引导和干预。在节目拍摄过程中，节目组采用了24小时全程无干扰的拍摄方式，记录所有的工作和生活细节。工作人员实行24小时轮班制，平均每人每天工作大约17—18个小时左右。

## 节目成员

### 老板／老板娘／老板助理
| 姓名 | 称谓／关系        | 生日           | 职业       | 角色定位                        |
| 王珂 | 珂涛夫妻 回甘夫妇 | 1980年11月3日  | 商人       | 老板（第一、二季）              |
| 刘涛 | 珂涛夫妻 回甘夫妇 | 1978年7月12日  | 演员、歌手 | 第一、二季：老板娘 第三季：老板 |
| 陈翔 | 不適用            | 1989年12月13日 | 歌手、演员 | 老板助理（第三季）              |

### 员工

#### 第一季
| 姓名   | 称谓／关系 | 生日           | 职业       | 角色定位                                                                          |
| 纪凌尘 | 清尘情侣   | 1993年7月15日  | 模特、演员 | 第一阶段：员工 第二阶段：102客房专属管家 第三阶段：首任大管家（与阚清子同时在任） |
| 阚清子 | 清尘情侣   | 1988年4月15日  | 演员       | 第一阶段：员工 第二阶段：201客房专属管家 第三阶段：首任大管家（与纪凌尘同时在任） |
| 陈翔   | 友人       | 1989年12月13日 | 歌手、演员 | 第一阶段：大管家 第二阶段：101客房专属管家 第三阶段：第二任大管家                 |

#### 第二季
| 姓名   | 生日           | 职业               | 角色定位   |
| 武艺   | 1990年11月3日  | 歌手、演员、主持人 | 员工       |
| 沈月   | 1997年2月27日  | 演员               | 员工       |
| 马思超 | 1998年7月9日   | 演员、歌手、主持人 | 员工       |
| 王鹤棣 | 1998年12月20日 | 演员、模特         | 员工       |
| 郑晓林 | 素人员工       | 鹿村党支部书记     | 后勤       |
| 张云凤 | 素人员工       | 无                 | 厨师、保洁 |
| 郑晓丽 | 素人员工       | 无                 | 厨师       |

註：
1. 沈月于正式营业第一天以兼职员工身份入职，及后于正式营业第五晚转为正式员工。
2. 张云凤因通勤不便于试营业当天下午离职。
3. 郑晓丽于试营业当晚被老板娘刘涛招入客栈，第二天正式入职，及后因家中生意繁忙于正式营业第二天离职。

#### 第三季
| 姓名   | 生日           | 职业         | 角色定位 |
| 林心如 | 1976年1月27日  | 演员、製作人 | 員工     |
| 張翰   | 1984年10月6日  | 演员         | 員工     |
| 馬天宇 | 1986年7月12日  | 演员、歌手   | 員工     |
| 阚清子 | 1988年4月15日  | 演员         | 員工     |
| 李蘭迪 | 1999年9月2日   | 演員         | 員工     |
| 吳磊   | 1999年12月26日 | 演員         | 員工     |

## 节目内容

### 第一季
| 集數 （季） | 主题                 | 首播日期       | 本集「义工」                 |
| ----------- | -------------------- | -------------- | ---------------------------- |
| 1           | 你好，亲爱的客栈     | 2017年10月7日  | 易烊千璽                     |
| 2           | 亲爱的客人，请多指教 | 2017年10月14日 | 易烊千玺                     |
| 3           | 亲爱的，欢喜开张     | 2017年10月21日 | 易烊千玺                     |
| 4           | 亲爱的，对不起       | 2017年10月28日 | 无                           |
| 5           | 亲爱的，我不孤单     | 2017年11月4日  | 杨紫                         |
| 6           | 亲爱的，一对一       | 2017年11月11日 | 杨紫                         |
| 7           | 亲爱的，好久不见     | 2017年11月18日 | 杨紫、李菲儿、原子鏸、郑佩佩 |
| 8           | 亲爱的，轮岗         | 2017年11月25日 | 李菲儿、原子鏸、郑佩佩       |
| 9           | 亲爱的，十年         | 2017年12月2日  | 无                           |
| 10          | 亲爱的，要等多久     | 2017年12月9日  | 无                           |
| 11          | 亲爱的，不要告别     | 2017年12月16日 | 无                           |
| 12          | 亲爱的，感谢遇见     | 2017年12月23日 | 无                           |

### 第二季
| 集數 （季） | 主题             | 首播日期               | 本集「义工」                           |
| ----------- | ---------------- | ---------------------- | -------------------------------------- |
| 1           | 亲爱的新员工     | 2018年10月12日         | 无                                     |
| 2           | 亲爱的·没厨房    | 2018年10月19日         | 胡杏兒                                 |
| 3           | 亲爱的·团圆      | 2018年10月26日         | 胡杏兒、陳翔                           |
| 4           | 亲爱的，她来了   | 2018年11月2日          | 沈月                                   |
| 5           | 亲爱的，欢迎您   | 2018年11月9日          | 沈月、腾格尔                           |
| 6           | 亲爱的，心願卡   | 2018年11月16日         | 沈月、腾格尔、杨紫、乔欣               |
| 7           | 亲爱的，孩子     | 2018年11月23日         | 沈月、杨紫、乔欣                       |
| 8           | 亲爱的，雪       | 2018年11月30日         | 沈月、姜梓新                           |
| 9           | 亲爱的，请理解   | 2018年12月7日          | 姜梓新、陈龙、章龄之                   |
| 10          | 亲爱的，分享     | 2018年12月14日         | 陈龙、章龄之、李心洁、程潇             |
| 11          | 亲爱的，小当家   | 2018年12月21日         | 李维嘉、吴希泽、刘欣然                 |
| 12          | 亲爱的，未央     | 2018年12月29日（週六） | 李维嘉、吴希泽、刘欣然、王子文、毛不易 |
| 13          | 亲爱的，皆为序章 | 2019年1月4日           | 毛不易                                 |

### 第三季
| 集數 （季） | 首播日期       | 本集飞行嘉宾           |
| ----------- | -------------- | ---------------------- |
| 1           | 2019年10月25日 | 无                     |
| 2           | 2019年11月1日  | 无                     |
| 3           | 2019年11月8日  | 无                     |
| 4           | 2019年11月15日 | 李小冉                 |
| 5           | 2019年11月22日 | 无                     |
| 6           | 2019年11月29日 | 无                     |
| 7           | 2019年12月6日  | 秦海璐                 |
| 8           | 2019年12月13日 | 秦海璐、郑雅文、赖冠霖 |
| 9           | 2019年12月20日 | 郑雅文、赖冠霖、焦俊艳 |
| 10          | 2019年12月27日 | 焦俊艳、张雪迎、蒋依依 |
| 11          | 2020年1月3日   | 张雪迎、蒋依依         |
| 12          | 2020年1月10日  | 王珂                   |

## 主题曲
《亲爱的·客栈》第一季主题曲为《亲爱的你》，由陈粒作词、作曲并演唱，同时另设有男声版，由陈翔演唱，两版主题曲于节目中作为片尾曲隔期轮换播放，歌曲音频分别于2017年10月7日和28日在QQ音乐正式上线。
《亲爱的·客栈》第二季主题曲为《九月的九月》，由周洁颖、涂逸作词，涂逸作曲，王晰演唱，于节目中作为片尾曲播放，歌曲音频于2018年10月12日在网易云音乐正式上线。
《亲爱的·客栈》第三季主题曲为《走着》，由王梓赫作词、作曲，陈翔演唱，于节目中作为片尾曲播放，歌曲音频于2019年10月25日在网易云音乐正式上线。

## 宣传活动

### 第三季之前
| 播出时间       | 活动           | 出席者                           |
| -------------- | -------------- | -------------------------------- |
| 2017年11月4日  | 《快乐大本营》 | 刘涛、王珂、阚清子、纪凌尘、陈翔 |
| 2017年11月17日 | 《天天向上》   | 阚清子、纪凌尘、陈翔             |

### 第三季
| 播出时间       | 活动           | 出席者                                         |
| -------------- | -------------- | ---------------------------------------------- |
| 2019年12月14日 | 《快乐大本营》 | 刘涛、陈翔、吴磊、林心如、张翰、马天宇、阚清子 |